# Cayos Dromedarios
Cayos Dromedarios es un archipiélago del océano Atlántico que pertenece al país caribeño de Cuba, administrativamente forma parte de la provincia de Villa Clara, localizándose en las coordenadas geográficas 22°57′N 79°55′O / 22.950, -79.917 al oeste de los Cayos Jutías, al norte de la bahía de Novillo, al este de Cayo Hachuela y al sur del paso Boca del Serón, 251 kilómetros al este de la capital La Habana